# Iván Sosa
Iván Ramiro Sosa Cuervo (født 31. oktober 1997 i Pasca) er en professionel cykelrytter fra Colombia, der er på kontrakt hos Equipo Kern Pharma.

## Karriere
I 2018 og 2019 vandt han etapeløbet Vuelta a Burgos.
Efter en del omtale i løbet af 2018, hvor Sosa først havde lavet en mundtlig aftale med Trek-Segafredo, endte det med at han underskrev en aftale med Team Sky gældende fra 2019-sæsonen.